# Róbert Mazáň
Róbert Mazáň (Trenčín, 9 februari 1994) is een Slowaaks voetballer die doorgaans speelt als linksback. In juli 2025 verliet hij Hebar Pazardzjik. Mazáň maakte in 2017 zijn debuut in het Slowaaks voetbalelftal.

## Clubcarrière
Mazáň speelde in de jeugd van AS Trenčín. Tussentijds zou hij nog verhuurd worden aan AGOVV, maar na een stage bij Ajax keerde hij terug naar Trenčín. Hij maakte ook zijn professionele debuut bij die club in het seizoen 2011/12. In februari 2014 maakte de vleugelverdediger de overstap naar FK Senica. Na twee halve seizoenen trok de Slowaak naar Podbeskidzie. Bij de Poolse club speelde hij een halfjaar, voor hij verhuurd werd aan MŠK Žilina. Na afloop van deze verhuurperiode nam Žilina Mazáň definitief over.
In januari 2018 maakte de linksback de overstap naar Celta de Vigo, waar hij zijn handtekening zette onder een verbintenis voor de duur van vierenhalf jaar. Een jaar na zijn komst naar Spanje werd Mazáň verhuurd aan Venezia, voor het restant van het seizoen. Een halfjaar later huurde Tenerife hem voor de duur van één jaar. In september 2020 sloot hij aan bij Mladá Boleslav maar kwam daar niet in de plannen van coach Karel Jarolím voor. In februari 2021 stapte hij over naar MFK Karviná en later dat jaar naar AEL Limasol, waar hij in augustus 2022 vertrok. Hierop tekende hij voor Hebar Pazardzjik, om in februari 2024 naar FK Panevėžys te verkassen. In januari 2025 keerde Mazáň weer terug naar Hebar Pazardzjik.

## Clubstatistieken
| Seizoen | Club             | Competitie       | Competitie | Competitie | Beker | Beker | Internationaal | Internationaal | Totaal | Totaal |
| Seizoen | Club             | Competitie       | Wed.       | Dlp.       | Wed.  | Dlp.  | Wed.           | Dlp.           | Wed.   | Dlp.   |
| ------- | ---------------- | ---------------- | ---------- | ---------- | ----- | ----- | -------------- | -------------- | ------ | ------ |
| 2011/12 | AS Trenčín       | Fortuna Liga     | 9          | 0          | 0     | 0     | —              | —              | 9      | 0      |
| 2012/13 | AS Trenčín       | Fortuna Liga     | 30         | 1          | 0     | 0     | —              | —              | 30     | 1      |
| 2013/14 | AS Trenčín       | Fortuna Liga     | 18         | 0          | 0     | 0     | 3              | 0              | 21     | 0      |
| 2013/14 | FK Senica        | Fortuna Liga     | 11         | 0          | 2     | 0     | —              | —              | 13     | 0      |
| 2014/15 | FK Senica        | Fortuna Liga     | 18         | 0          | 1     | 0     | —              | —              | 19     | 0      |
| 2014/15 | Podbeskidzie     | Ekstraklasa      | 2          | 0          | 3     | 0     | —              | —              | 5      | 0      |
| 2015/16 | → MŠK Žilina     | Fortuna Liga     | 17         | 0          | 4     | 0     | 1              | 0              | 22     | 0      |
| 2016/17 | MŠK Žilina       | Fortuna Liga     | 13         | 1          | 1     | 0     | —              | —              | 14     | 1      |
| 2017/18 | MŠK Žilina       | Fortuna Liga     | 17         | 0          | 1     | 0     | 2              | 0              | 20     | 0      |
| 2017/18 | Celta de Vigo    | Primera División | 2          | 0          | 0     | 0     | —              | —              | 2      | 0      |
| 2018/19 | Celta de Vigo    | Primera División | 1          | 0          | 1     | 0     | —              | —              | 2      | 0      |
| 2018/19 | → Venezia        | Serie B          | 7          | 0          | 0     | 0     | —              | —              | 7      | 0      |
| 2019/20 | → Tenerife       | Segunda División | 11         | 1          | 1     | 0     | —              | —              | 12     | 1      |
| 2020/21 | Mladá Boleslav   | Česká liga       | 13         | 0          | 0     | 0     | —              | —              | 13     | 0      |
| 2020/21 | MFK Karviná      | Česká liga       | 9          | 0          | 0     | 0     | —              | —              | 9      | 0      |
| 2021/22 | AEL Limasol      | A Divizion       | 25         | 0          | 4     | 0     | 4              | 0              | 33     | 0      |
| 2022/23 | Hebar Pazardzjik | Parva Liga       | 21         | 0          | 1     | 0     | —              | —              | 22     | 0      |
| 2023/24 | Hebar Pazardzjik | Parva Liga       | 20         | 1          | 2     | 0     | —              | —              | 22     | 1      |
| 2024    | FK Panevėžys     | A lyga           | 31         | 0          | 0     | 0     | 8              | 0              | 39     | 0      |
| 2024/25 | Hebar Pazardzjik | Parva Liga       | 10         | 1          | 0     | 0     | —              | —              | 10     | 1      |
| Totaal  | Totaal           | Totaal           | 285        | 5          | 21    | 0     | 18             | 0              | 324    | 5      |

Bijgewerkt op 9 juli 2025.

## Interlandcarrière
Mazáň maakte zijn debuut in het Slowaaks voetbalelftal op 8 oktober 2017, toen met 3–0 gewonnen werd van Malta. Adam Nemec scoorde tweemaal en Ondrej Duda nam de derde treffer voor zijn rekening. Mazáň moest van bondscoach Ján Kozák op de bank beginnen en hij viel drie minuten voor het einde van de wedstrijd in voor Tomáš Hubočan. De andere debutant dit duel was Jaroslav Mihalík (Cracovia Kraków).
| Interlands van Róbert Mazáň voor Slowakije | Interlands van Róbert Mazáň voor Slowakije | Interlands van Róbert Mazáň voor Slowakije | Interlands van Róbert Mazáň voor Slowakije | Interlands van Róbert Mazáň voor Slowakije | Interlands van Róbert Mazáň voor Slowakije | Interlands van Róbert Mazáň voor Slowakije |
| №                                          | Datum                                      | Wedstrijd                                  | Uitslag                                    | Competitie                                 | Goals                                      |                                            |
| Als speler bij MŠK Žilina                  | Als speler bij MŠK Žilina                  | Als speler bij MŠK Žilina                  | Als speler bij MŠK Žilina                  | Als speler bij MŠK Žilina                  | Als speler bij MŠK Žilina                  | Als speler bij MŠK Žilina                  |
| ------------------------------------------ | ------------------------------------------ | ------------------------------------------ | ------------------------------------------ | ------------------------------------------ | ------------------------------------------ | ------------------------------------------ |
| 1                                          | 8 oktober 2017                             | Slowakije – Malta                          | 3 – 0                                      | WK 2018 kwalificatie                       |                                            |                                            |
| 2                                          | 14 november 2017                           | Slowakije – Noorwegen                      | 1 – 0                                      | Vriendschappelijk                          |                                            |                                            |
| Als speler bij Celta de Vigo               |                                            |                                            |                                            |                                            |                                            |                                            |
| 3                                          | 22 maart 2018                              | Verenigde Arabische Emiraten – Slowakije   | 1 – 2                                      | Vriendschappelijk                          |                                            |                                            |
| 4                                          | 25 maart 2018                              | Thailand – Slowakije                       | 2 – 3                                      | Vriendschappelijk                          |                                            |                                            |
| 5                                          | 31 mei 2018                                | Slowakije – Nederland                      | 1 – 1                                      | Vriendschappelijk                          |                                            |                                            |
| 6                                          | 5 september 2018                           | Slowakije – Denemarken                     | 3 – 0                                      | Vriendschappelijk                          |                                            |                                            |
| Als speler bij Venezia                     |                                            |                                            |                                            |                                            |                                            |                                            |
| 7                                          | 7 juni 2019                                | Slowakije – Jordanië                       | 5 – 1                                      | Vriendschappelijk                          |                                            |                                            |
| Als speler bij Tenerife                    |                                            |                                            |                                            |                                            |                                            |                                            |
| 8                                          | 13 oktober 2019                            | Slowakije – Paraguay                       | 1 – 1                                      | Vriendschappelijk                          |                                            |                                            |
| Als speler bij Mladá Boleslav              |                                            |                                            |                                            |                                            |                                            |                                            |
| 9                                          | 8 oktober 2020                             | Slowakije – Ierland                        | 0 – 0                                      | EK 2020 kwalificatie                       |                                            |                                            |
| 10                                         | 14 oktober 2020                            | Slowakije – Israël                         | 2 – 3                                      | Nations League 2020/21                     |                                            |                                            |
| 11                                         | 15 november 2020                           | Slowakije – Schotland                      | 1 – 0                                      | Nations League 2020/21                     |                                            |                                            |

Bijgewerkt op 9 juli 2025.

## Erelijst
| Fortuna Liga | 1 | 2016/17 |